# Akbar’s Garden
Az Akbar’s Garden Lee Kelly 1983–1984-ben készült alumíniumszobra az Amerikai Egyesült Államok Oregon államának Eugene városában, az Oregoni Egyetem hallgatói szolgáltató épületének közelében.

## Története
Az 5,2 méteres alumíniumszobrot 2002-ben adományozta az intézménynek Jordan D. Schnitzer filantróp, valamint szülei, Harold és Arnie Schnitzer. Korábban a kaliforniai Berkeley-ben található Claremont Hotelben volt. A Jordan Schnitzer Családi Alapítvány szerint a szobor az 1992–1998 közötti 225 millió dolláros gyűjtőkampánynak állít emléket.

## Fordítás
- Ez a szócikk részben vagy egészben  az   Akbar's Garden című angol Wikipédia-szócikk ezen változatának fordításán alapul.  Az eredeti cikk szerkesztőit annak laptörténete sorolja fel. Ez a jelzés csupán a megfogalmazás eredetét és a szerzői jogokat jelzi, nem szolgál a cikkben szereplő információk forrásmegjelöléseként.